# Саша Гулд
Саша Гулд (на английски: Sasha Gould) е английска писателка, авторка на бестселъри в жанра исторически любовен роман.

## Биография и творчество
Живяла е във Венеция когато е била на 9 години. Завършва специалност моден дизайн в Лондон.
През 2011 г. е издаден първият ѝ роман „Градът на тайните“ от поредицата „Прекоси сърцето ми“. Действието на романа се развива в дворците на висшето общество на Венеция през XVI век, красив и мистериозен град, с общество на скрити връзки, политически интриги, убийства и опасни тайни.
Саша Гулд живее в Езерната област на Англия.

## Произведения

### Серия „Прекоси сърцето ми“ (Cross My Heart)
1. Cross My Heart (2011)
Градът на тайните, изд.: „Ентусиаст“, София (2012), прев. Мария Чайлд
2. Heart of Glass (2013)
Ледено сърце, изд.: „Ентусиаст“, София (2014), прев. Мария Чайлд